# 일본천문학회 영문 보고
《일본천문학회 영문 보고》(Publications of the Astronomical Society of Japan, PASJ )은 일본 천문학회에서 격월로 발행하는 동료 평가에 의한 천문학 분야의 과학 저널이다. 이 저널은 1949년에 창간되었다. 현재 편집장은 S. 나가타키이다.

## 같이 보기
- 천문학 저널 목록